# 클로드조제프 베르네
클로드조제프 베르네(프랑스어: Claude-Joseph Vernet, 1714년 8월 14일~1789년 12월 3일)는 프랑스의 화가이다. 간단히 조제프 베르네라는 이름으로 불린다. 그의 아들 앙투안 샤를 오라스 베르네도 화가였다.

## 생애 및 경력

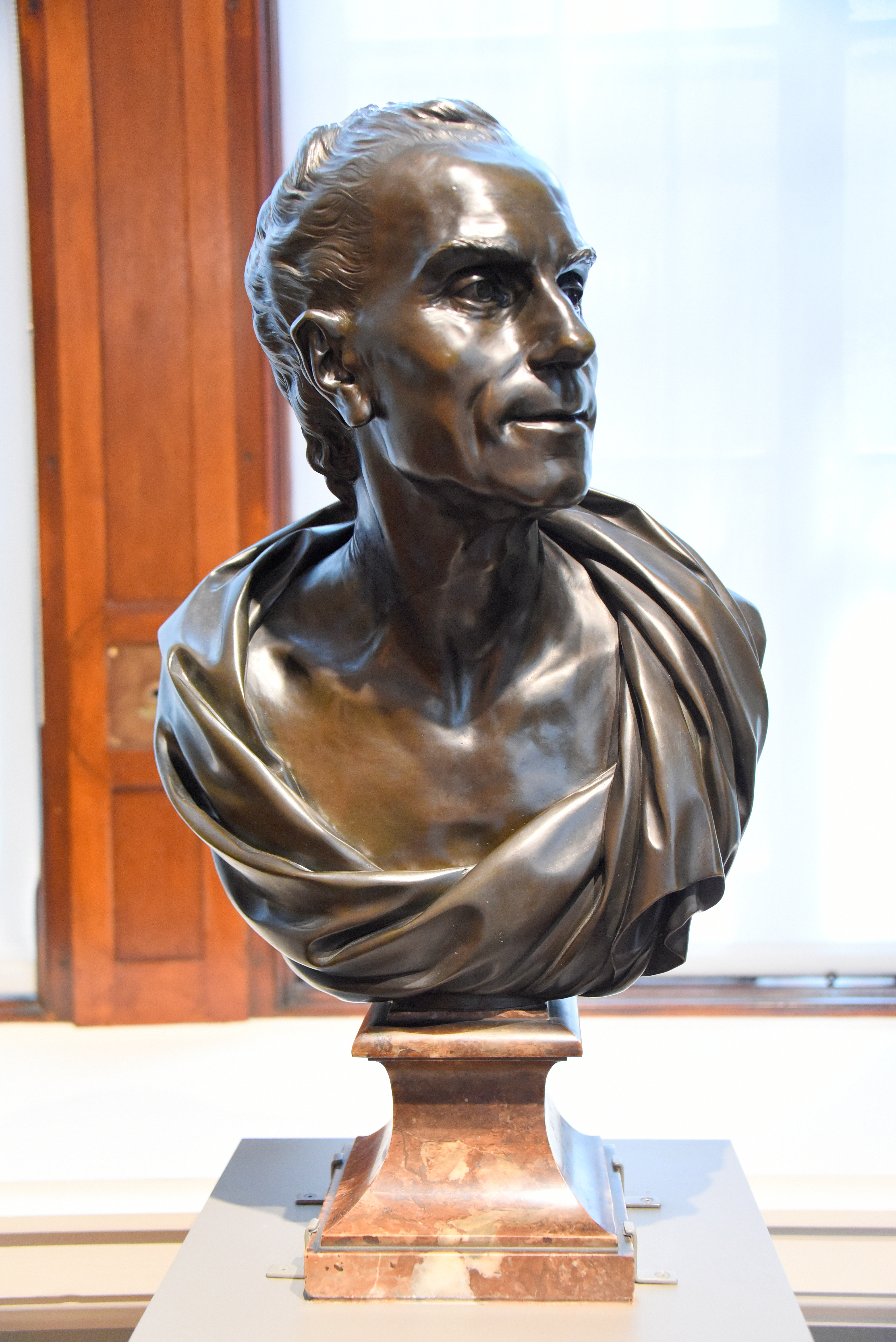
베르네의 흉상, 루이시몽 부아조, 1783년, 빅토리아 앨버트 박물관

베르네는 1714년 아비뇽에서 태어났다. 그는 열네 살에 불과한 나이에 뛰어난 장식 화가였던 아버지 앙투안 베르네(Antoine Vernet, 1689~1753)를 도와 작업에 많은 부분에 기여했다. 마르세유에서 고래를 보고 그곳에서 티레니아해에 있는 교황령의 주요 항구인 치비타베키아까지의 항해는 그에게 깊은 인상을 남겼고, 도착하자마자 그는 고래 화가 베르나르디노 페르조니와 해양 풍경 화가 아드리앙 망글라르의 스튜디오에 들어갔다. 망글라르와 페르조니는 베르네에게 바다 풍경화에 대한 영감을 주었다.
1734년 베르네는 클로드 로랭 등 풍경 화가와 해양 화가의 작품을 연구하기 위해 로마로 떠났다. 베르네는 로마에서 자신만의 스타일과 주제를 발견하게 되었다.
베르네는 점차 로마의 예술계에서 주목을 받게 되었다. 그는 당시 디자인의 관례를 바탕으로, 대기의 자연적 효과에 대한 꾸준하고 정직한 관찰의 결과를 결합시켰고, 이를 독특한 그림 예술로 표현했다. 아마 풍경이나 바다 그림을 그린 화가 중 누구도 묘사된 풍경의 일부로 인물을 완벽하게 표현하거나 디자인에서 중요한 요소로 표현한 적이 없었을 것이다.
이 점에서 그는 조반니 파올로 파니니의 영향을 크게 받았는데, 아마 로마에서 만나 함께 일했을 것으로 추측된다. 베르네의 작품은 자연적 주제를 다루지만 감상적이거나 감정적인 방식은 아니다. 그의 스타일의 전반적인 효과는 전적으로 장식적이다. 그는 "다른 사람들은 하늘, 땅, 바다를 그리는 방법을 더 잘 알 수도 있습니다. 하지만 저보다 그림을 그리는 방법을 더 잘 아는 사람은 없습니다."라며 자랑스럽게 말하기도 했다. 그의 스타일은 평생 동안 비교적 변하지 않았다. 그의 작품들은 분위기를 내기 위한 세심함과 클로드 로랭을 연상시키는 조화로움이 결합되어 있다.
베르네와 망글라르 두 화가 모두 그들의 스승인 페르조니를 능가한 것으로 여겨진다. 일부 평론가는 베르네의 스승 망글라르는 "건전하고 단단하며 자연스럽고 조화로운 맛"을 보여주었고 베르네는 그의 스승보다 "더 미묘한 우아함과 정신"을 가졌다고 평했다.

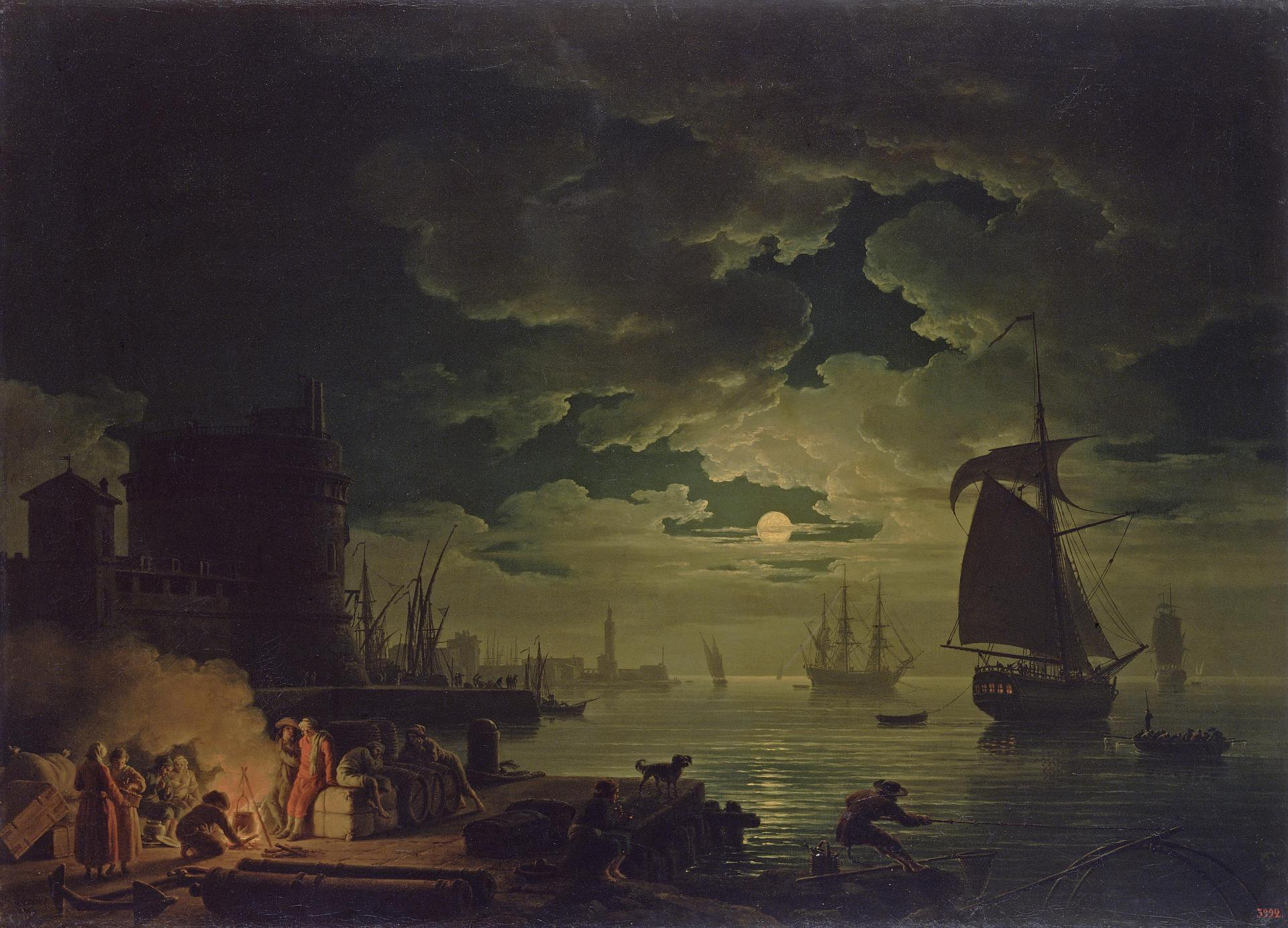
《달빛 아래의 팔레르모 항구 입구》, 1769년, 에르미타시 박물관

베르네는 20년 동안 로마에 살면서 항구, 폭풍, 고요함, 달빛, 큰 고래를 묘사한 그림들을 그렸는데, 특히 그랜드 투어에 참여한 많은 영국 귀족들에게 큰 인기를 얻었다. 1745년에 그는 도시에서 만난 영국 여성 버지니아 파커(Virginia Parker)와 결혼했다. 1753년에 그는 파리로 복귀했다. 파리에서 그는 왕의 명령에 따라 프랑스의 항구를 묘사한 연작을 그렸으며 이는 그의 작품 중 가장 잘 알려진 작품 시리즈이다. 현재 이들 연작은 루브르 박물관과 국립해양박물관에 소장되어 있다.

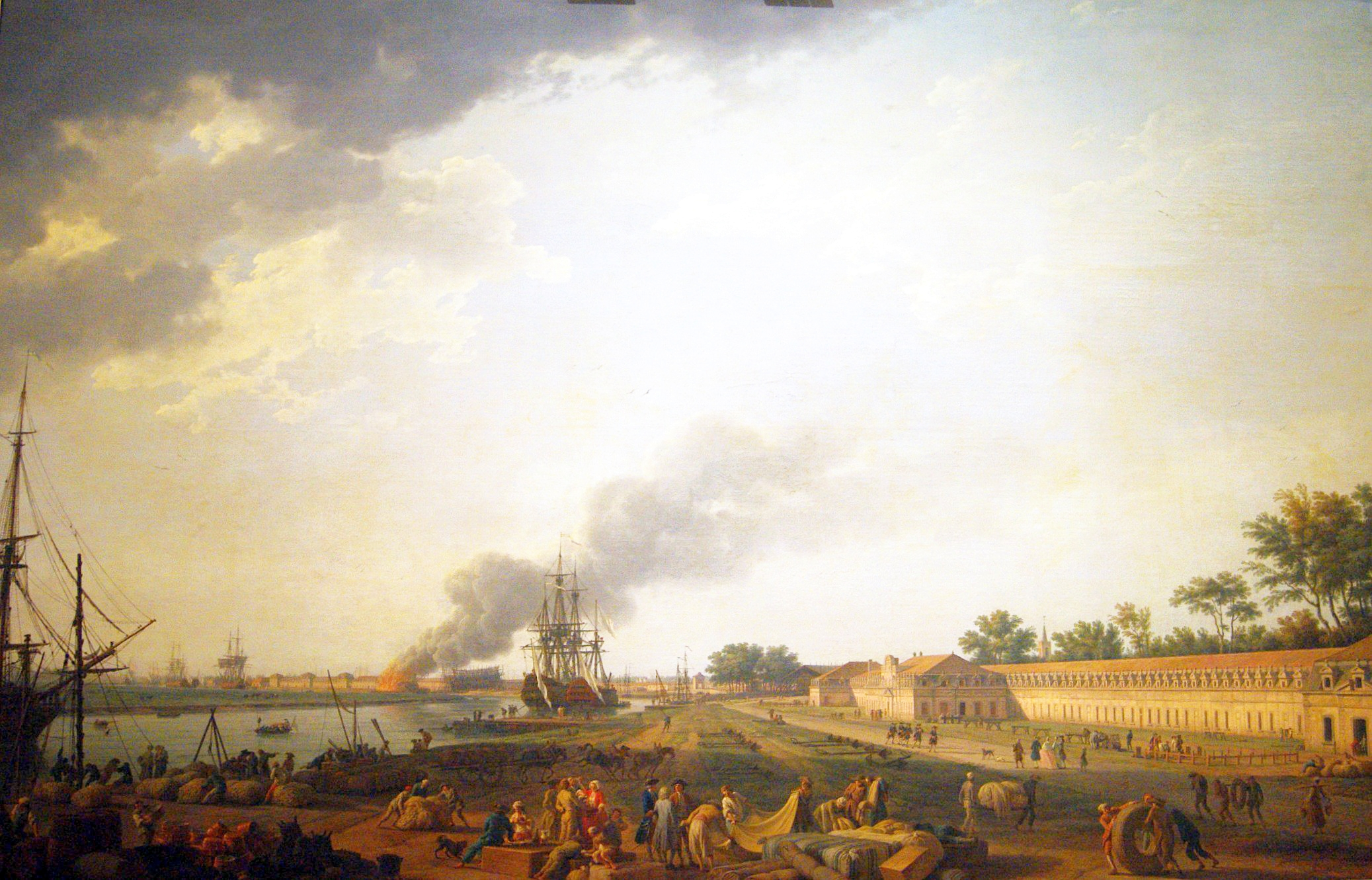
《로슈포르의 항구》, 1763년, 국립해양박물관

특히 그의 1763년 작품 《로슈포르의 항구》(프랑스 국립해양박물관 소장)가 잘 알려져 있다. 영국의 미술사학자 마이클 레비에 따르면, 베르네는 이 작품에서 '가장 맑고 대기에 민감한 하늘'을 그려냈다. 베르네는 다양한 활동에 참여하는 다양한 인물을 그려 작품의 전면에 생명을 불어넣고, 혼돈의 프랑스 항구의 드라마틱한 분위기를 생생하게 전달하고자 노력했다.
1757년에 그는 하루의 네 가지 시간을 묘사한 《하루의 네 가지 시간》이라는 제목의 네 장의 그림 연작을 그렸다. 베르네는 평생 동안 이탈리아 테마로 돌아갔으며 이는 그의 후기 작품 중 하나인 《해변으로 쓸려 온 고래》(내셔널 갤러리 소장)에서 잘 드러난다. 로마에서 돌아온 후 그는 아카데미 회원이 되었지만 이전에도 1746년과 그 후 몇 년 동안 전시회에 참여했으며, 1789년 12월 3일 루브르 박물관에 있는 그의 숙소에서 사망할 때까지 거의 계속해서 작품을 전시했다.
아비뇽, 디에프, 마그나크쉬르투브 및 라로셸에는 베르네의 이름을 딴 거리가 있다.
그의 작품을 조각한 수많은 조각가들 중에는 프랑스의 자크필리프 르 바, 샤를니콜라 코섕, 피에르프랑수아 바산, 피에르 뒤레, 샤를 조제프 플리파르, 장자크 르 보, 그리고 영국에서 활동한 프랑수아 비바레 등이 있다.
1822년 그의 손자인 화가 오라스 베르네는 《폭풍 속 돛대에 묶인 조제프 베르네》라는 그림을 그렸는데, 이 작품에는 조제프 베르네의 일생 중 한 장면이 묘사되어 있다.

## 작품

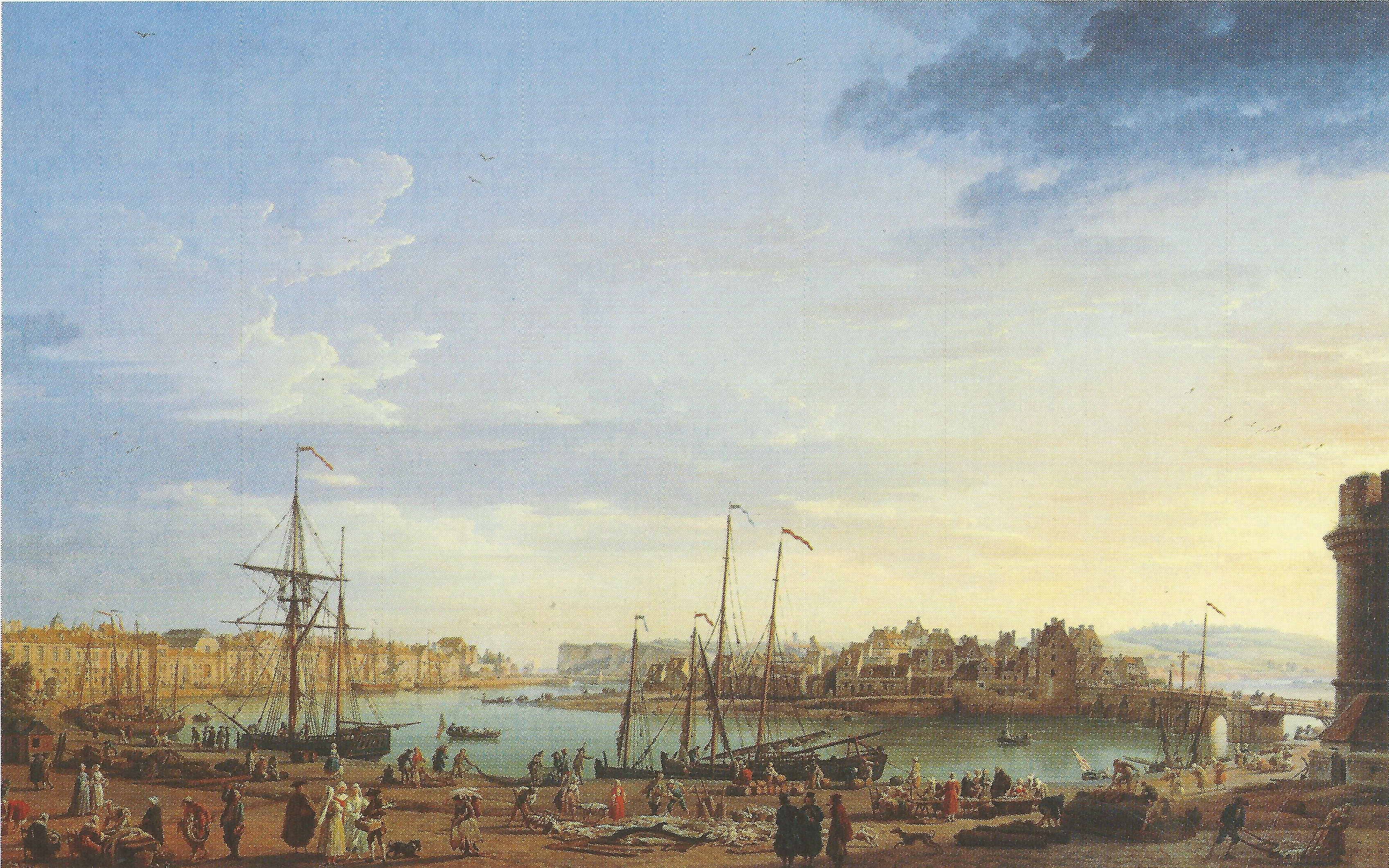
《디에프의 전경》, 루브르 박물관
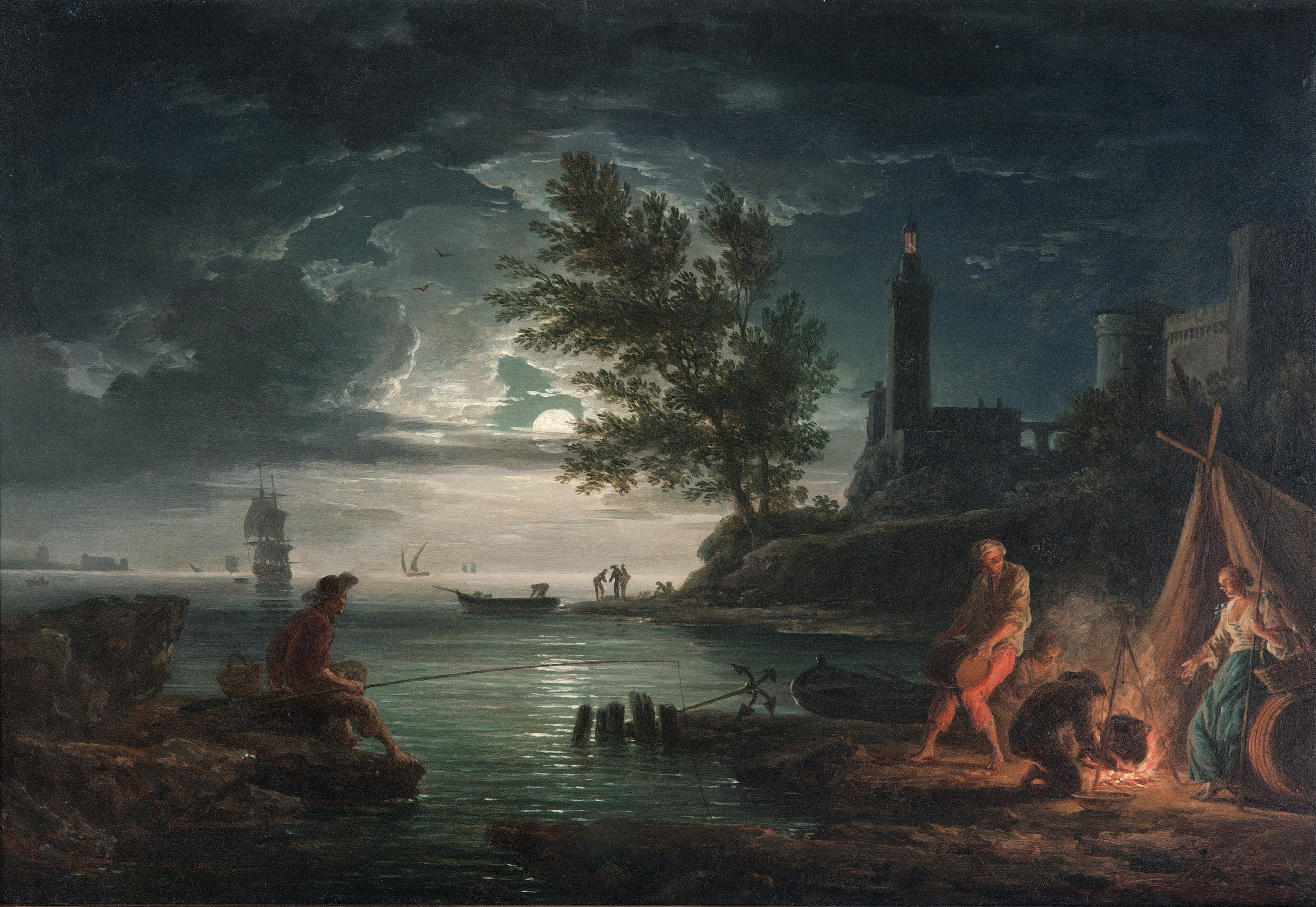
《하루의 네 가지 시간: 밤》, 남호주 미술관
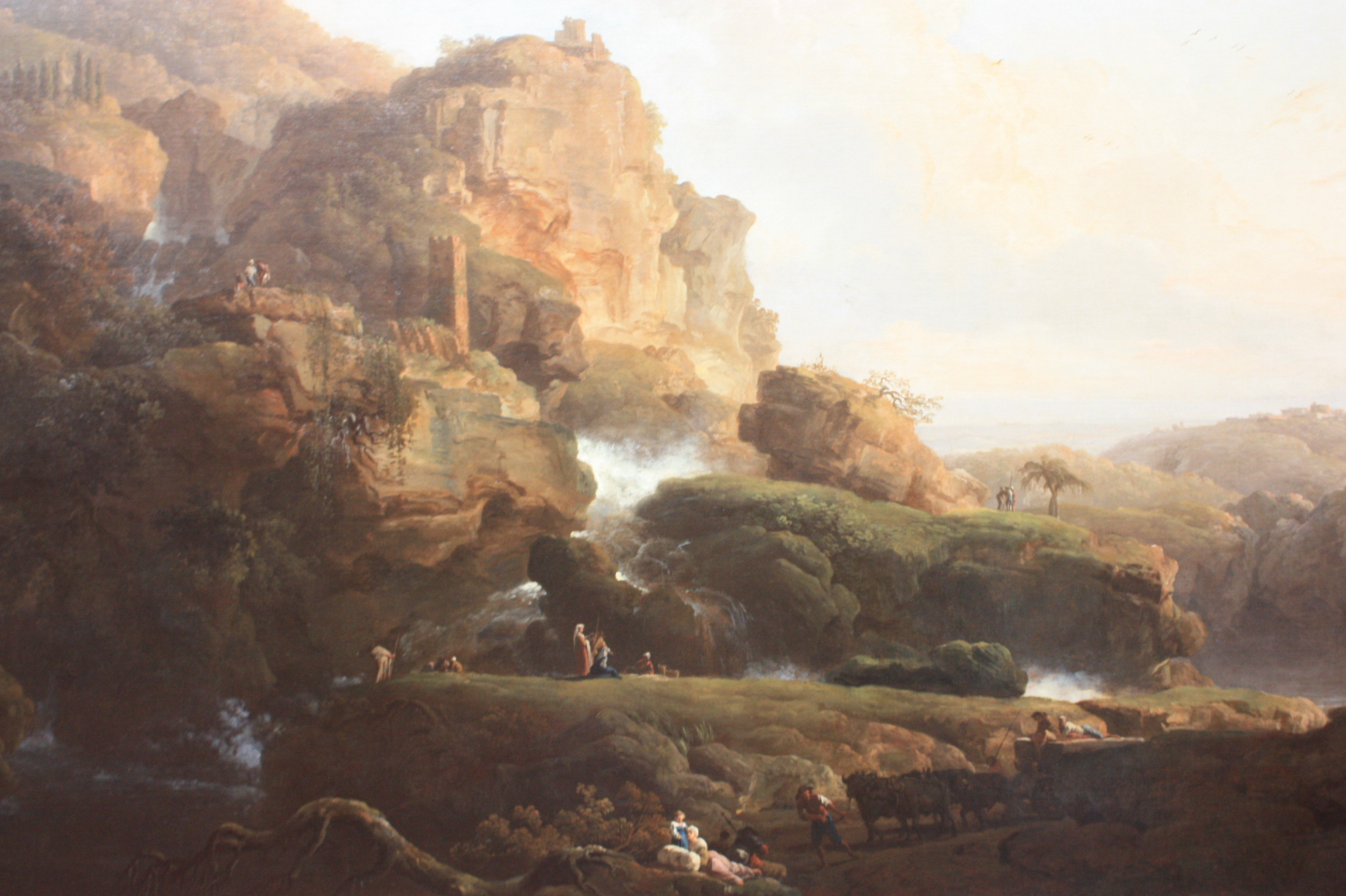
《이탈리아의 풍경》
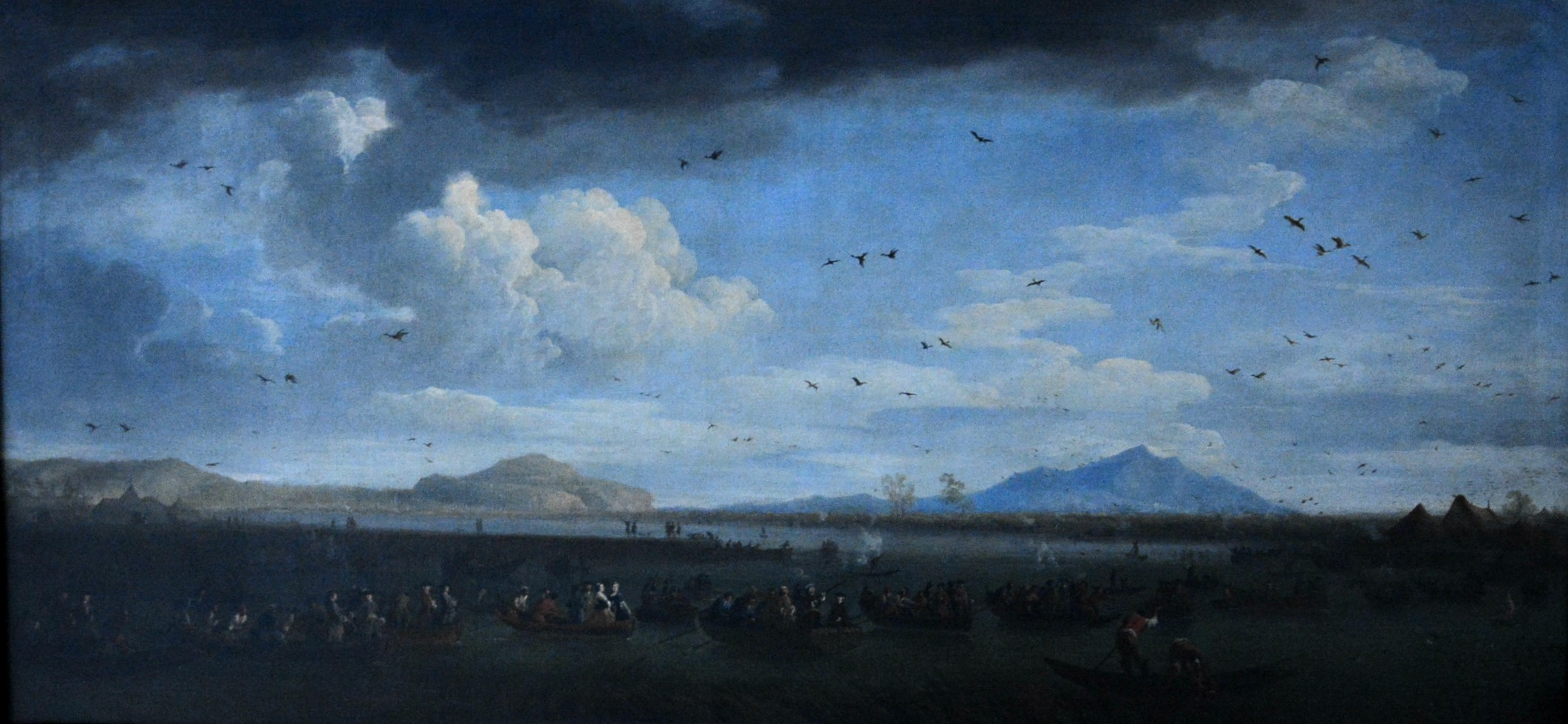
《리콜라 호수에서 사냥을 하는 부르봉의 카를로스》, 1746년, 카포디몬테 미술관
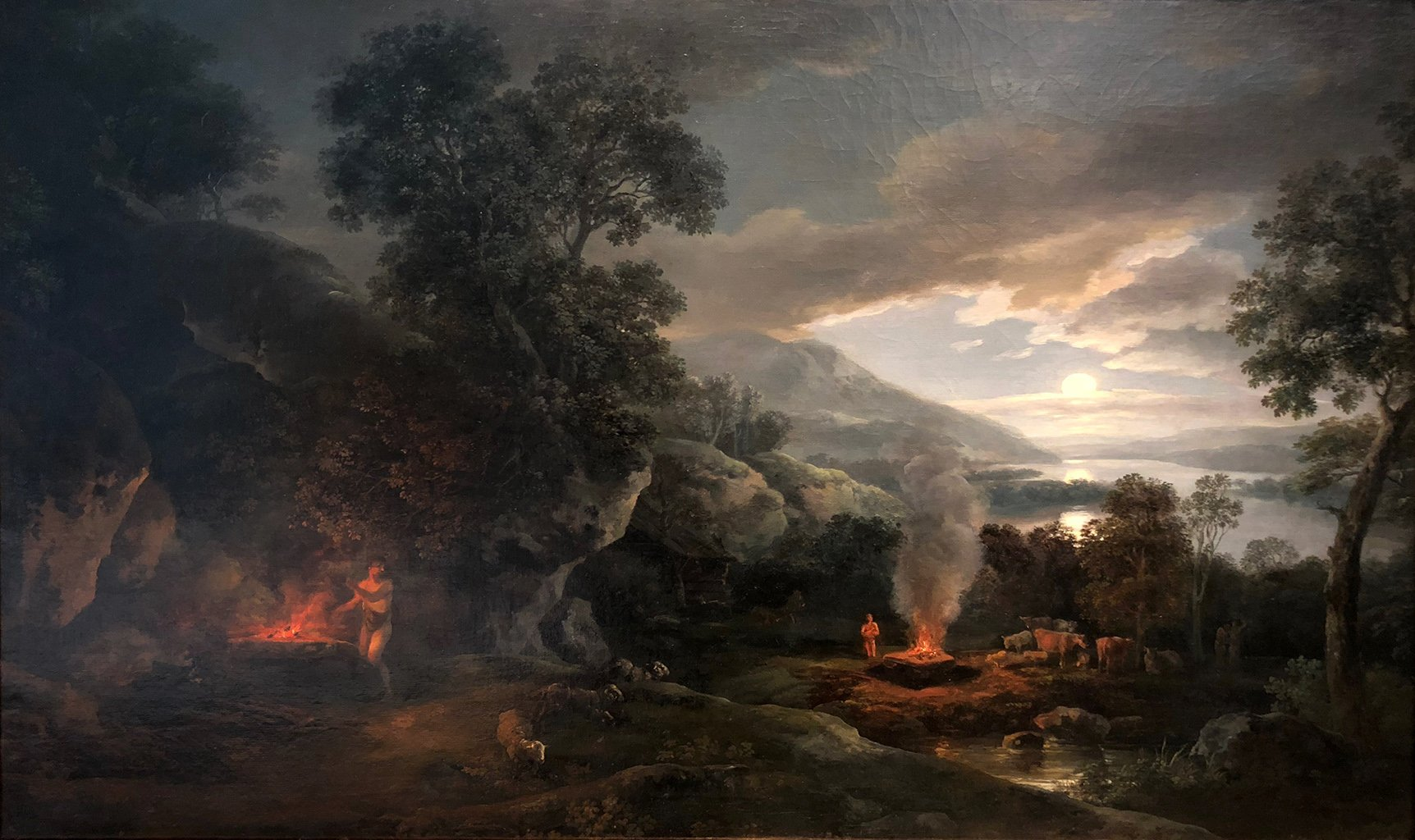
《희생을 바치는 카인과 아벨》, 크로커 미술관
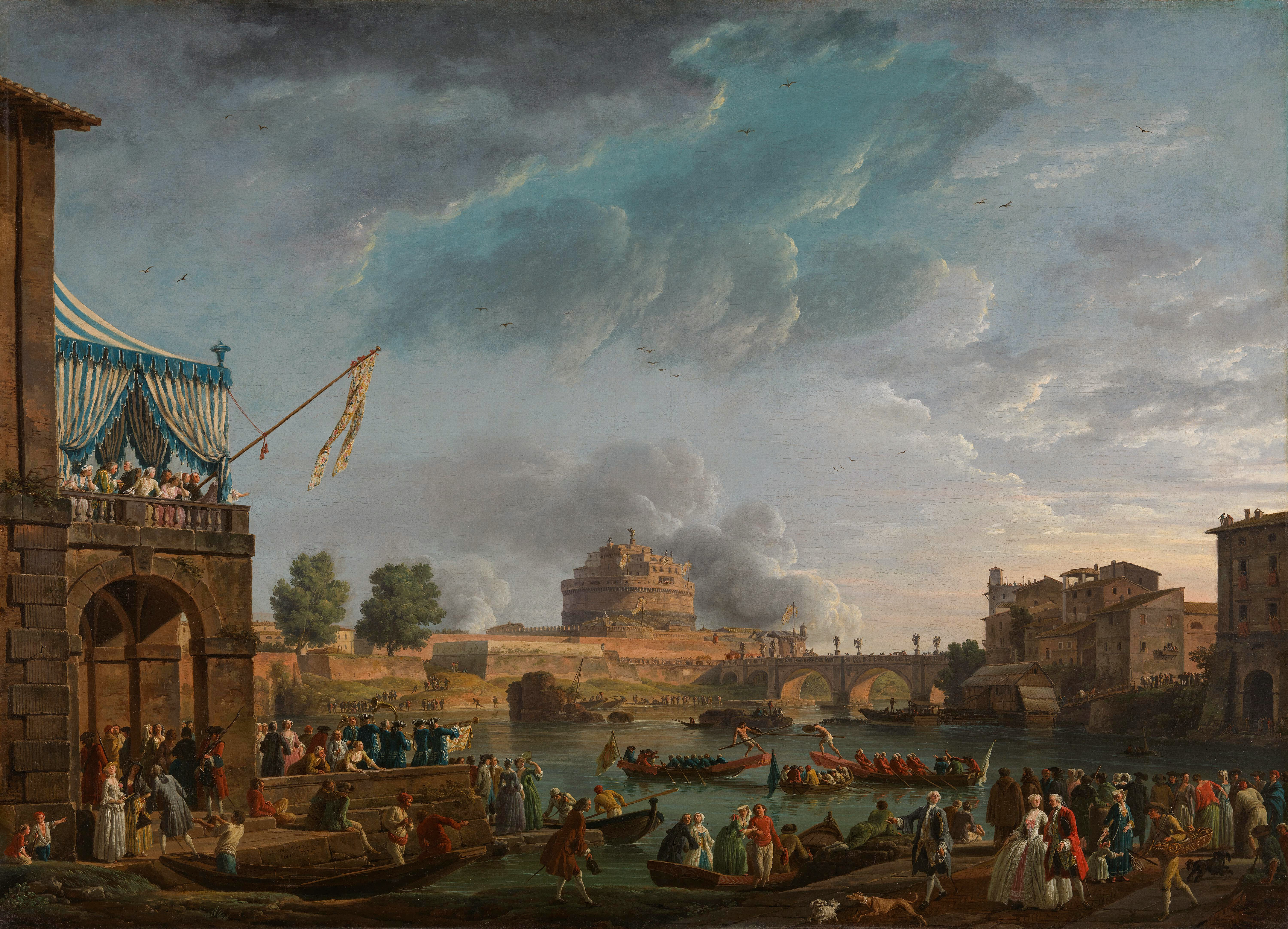
《테베레강의 스포츠 경기》, 1750년, 내셔널 갤러리
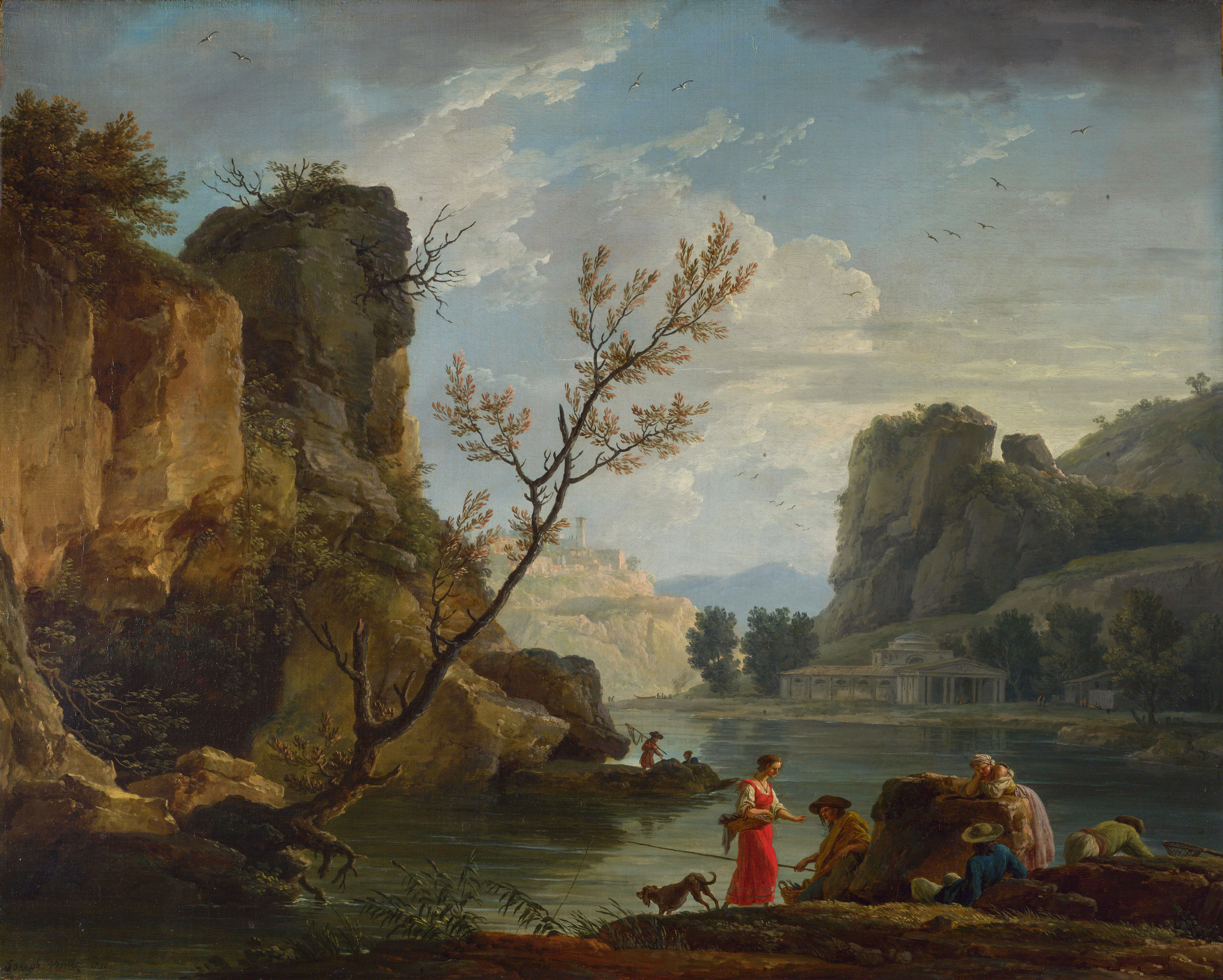
《어부가 있는 강》, 1751년, 내셔널 갤러리
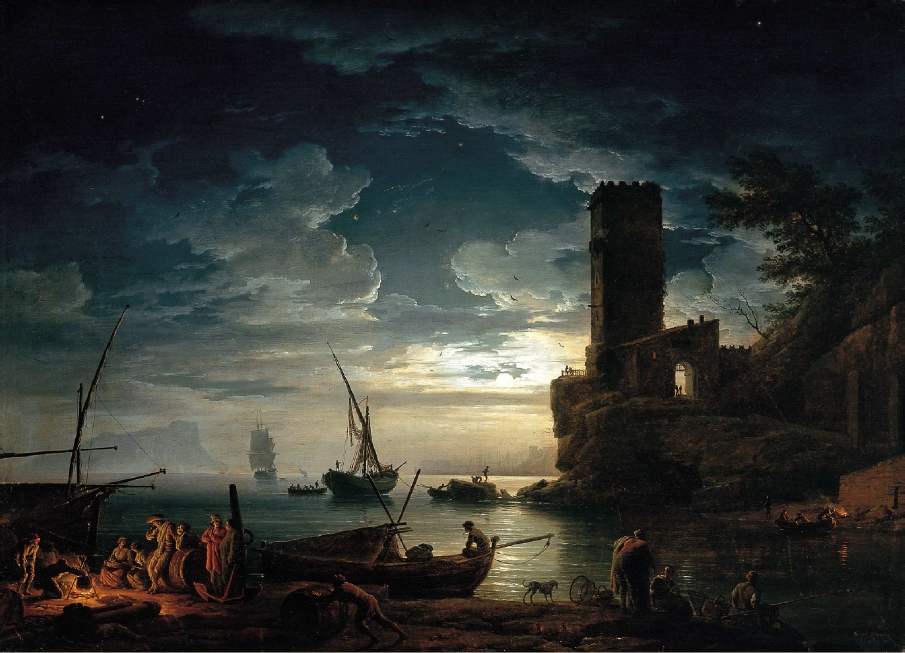
《지중해의 밤》, 1753년, 티센보르네미사 미술관
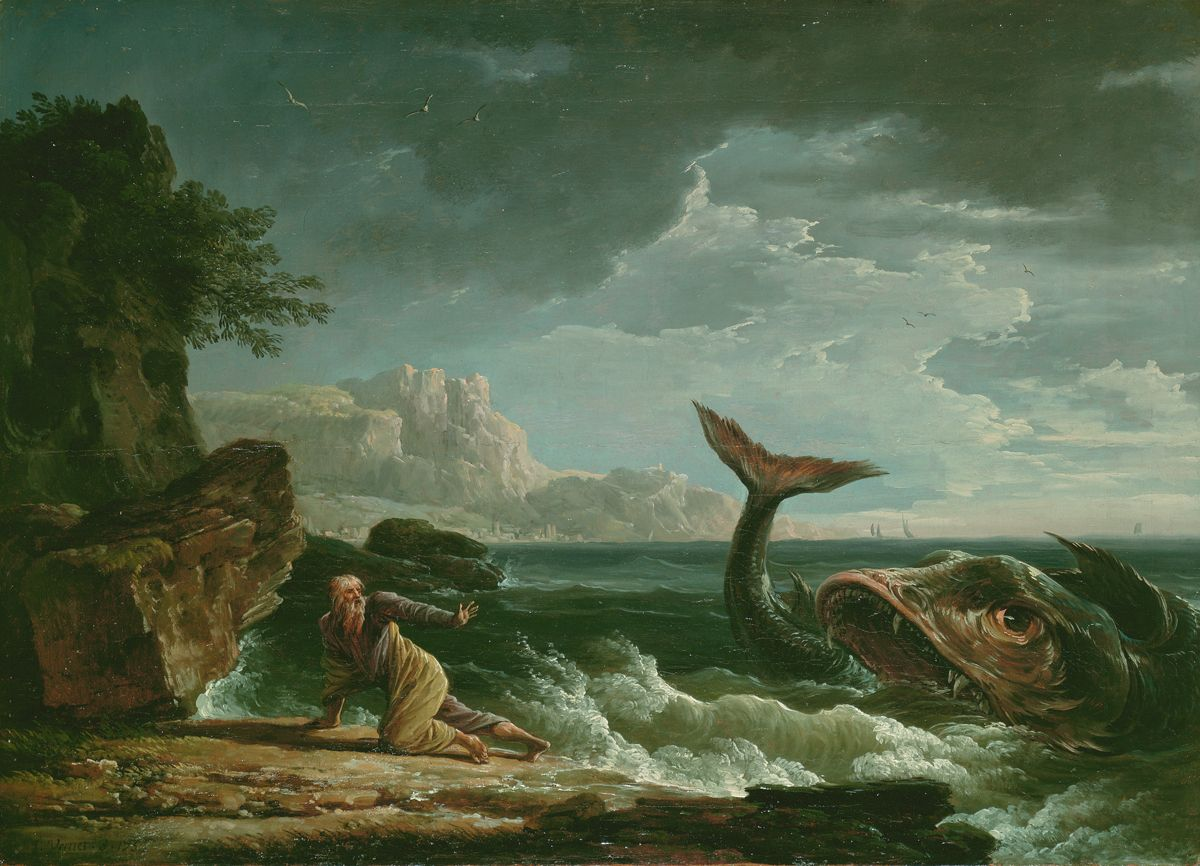
《요나와 고래》, 1753년, 리옹 미술관
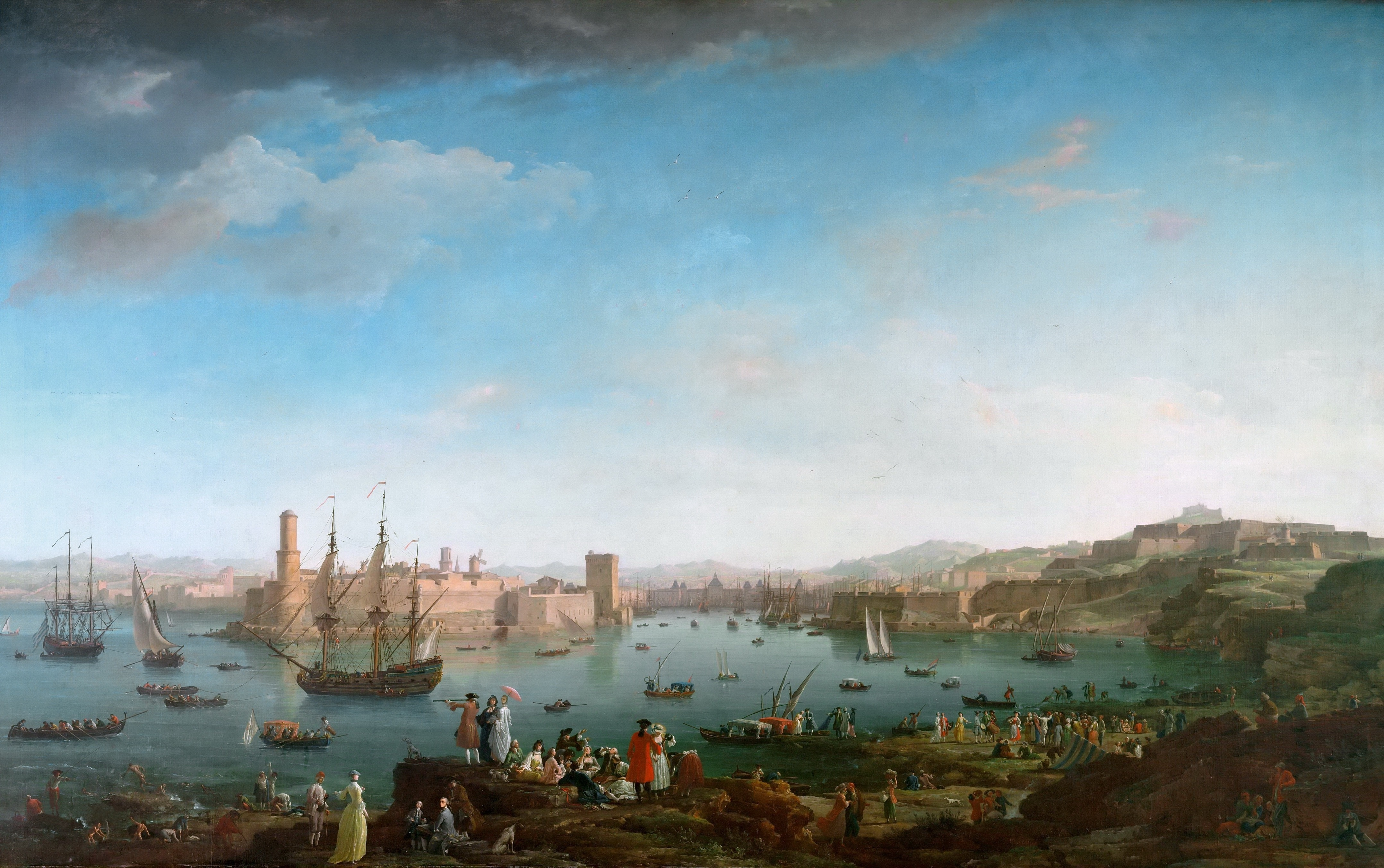
《마르세유 항구 입구》, 1754년, 루브르 박물관
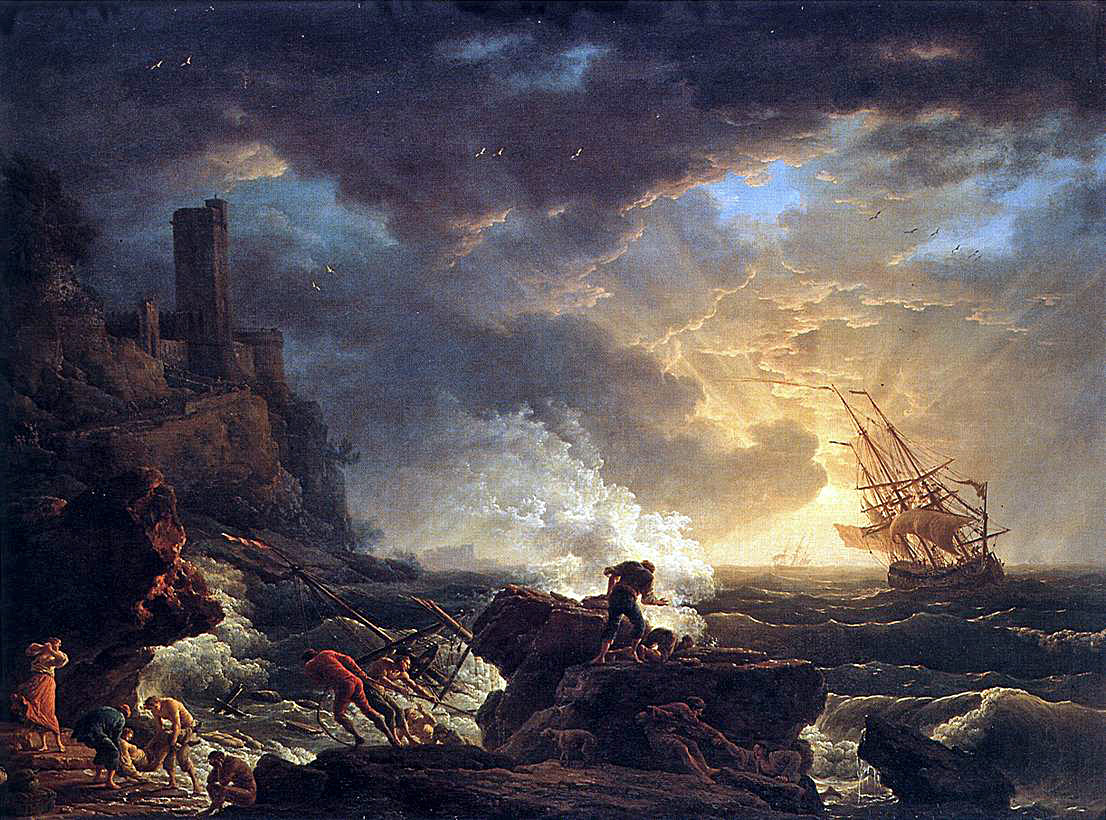
《난파선》, 1759년, 그뢰닝게 미술관
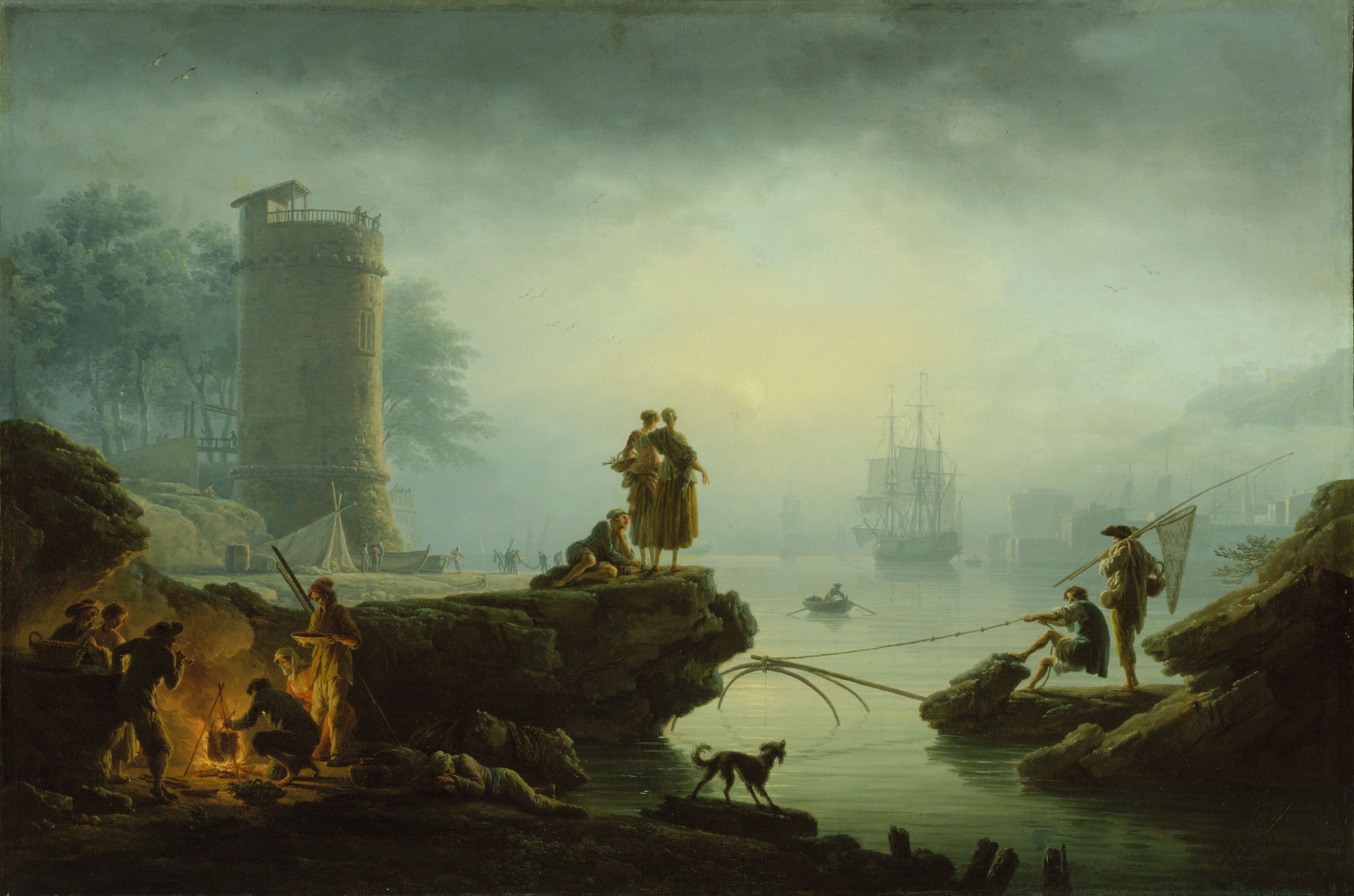
《아침》, 1760년, 시카고 미술관
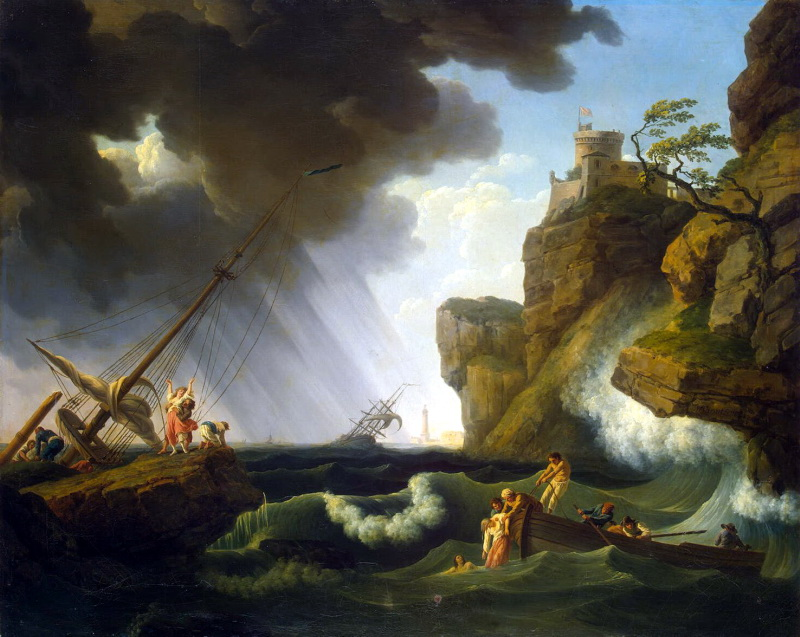
《난파선》, 1763년, 에르미타시 박물관
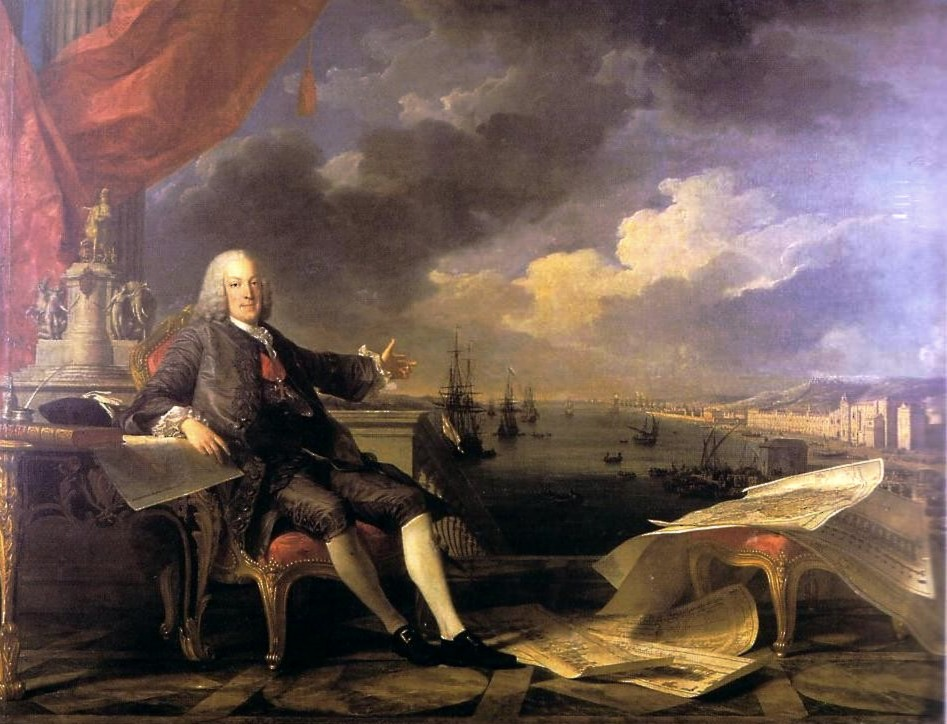
《세바스티앙 조제 드 카르발류 이 멜루 제1대 폼발 후작의 초상화》, 1766년
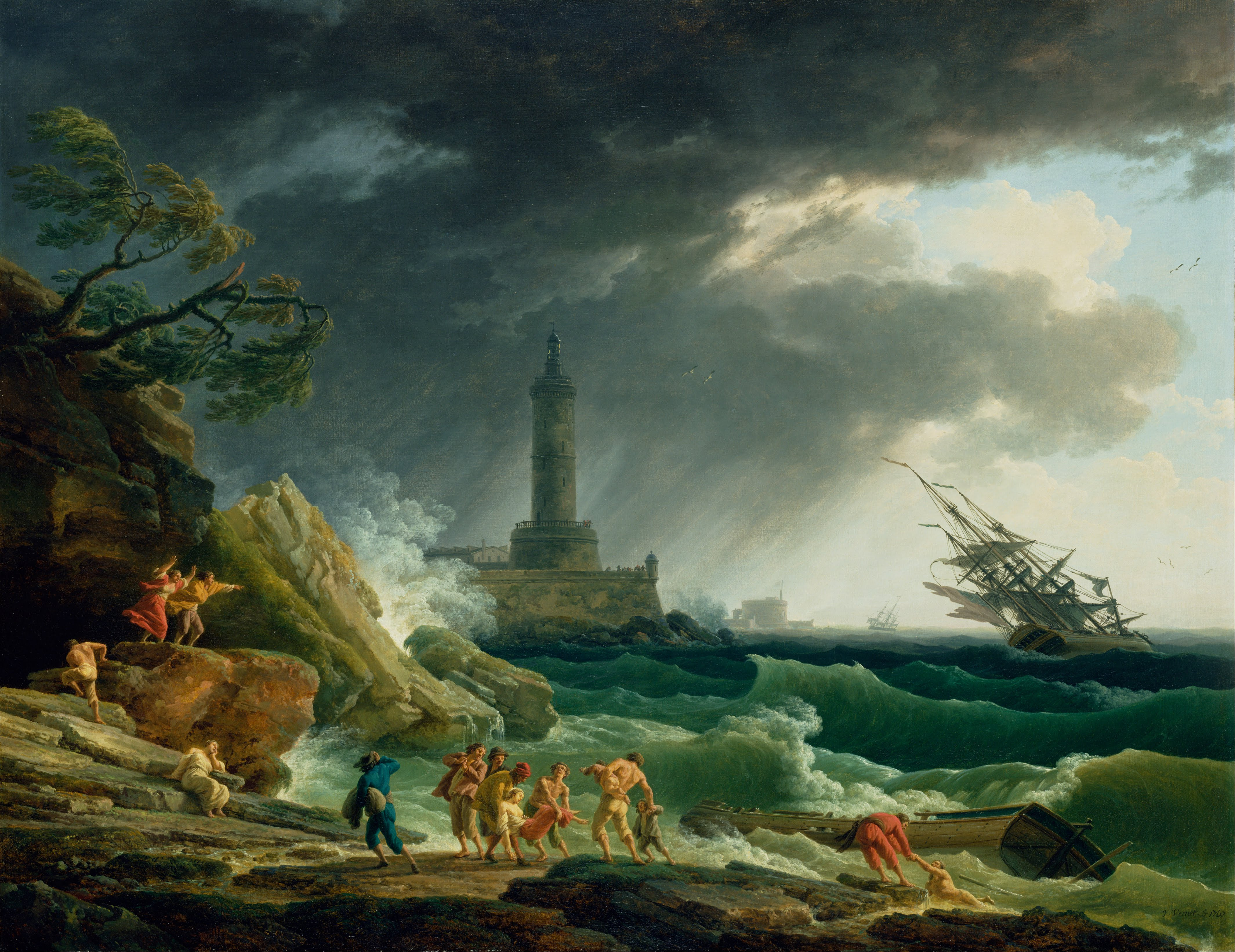
《지중해 연안의 폭풍》, 1767년, 게티 센터
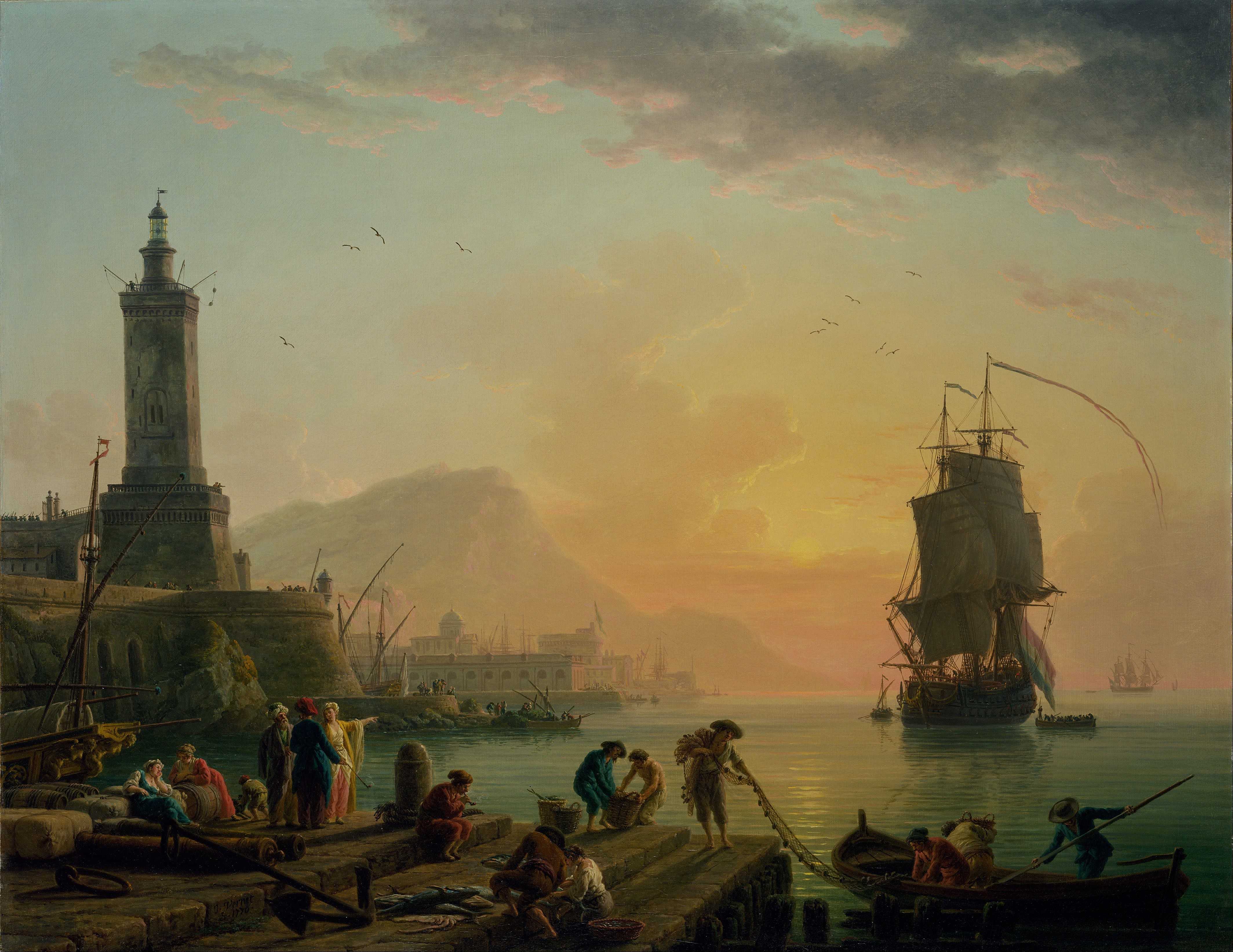
《지중해 항구의 고요함》, 1770년, 게티 센터
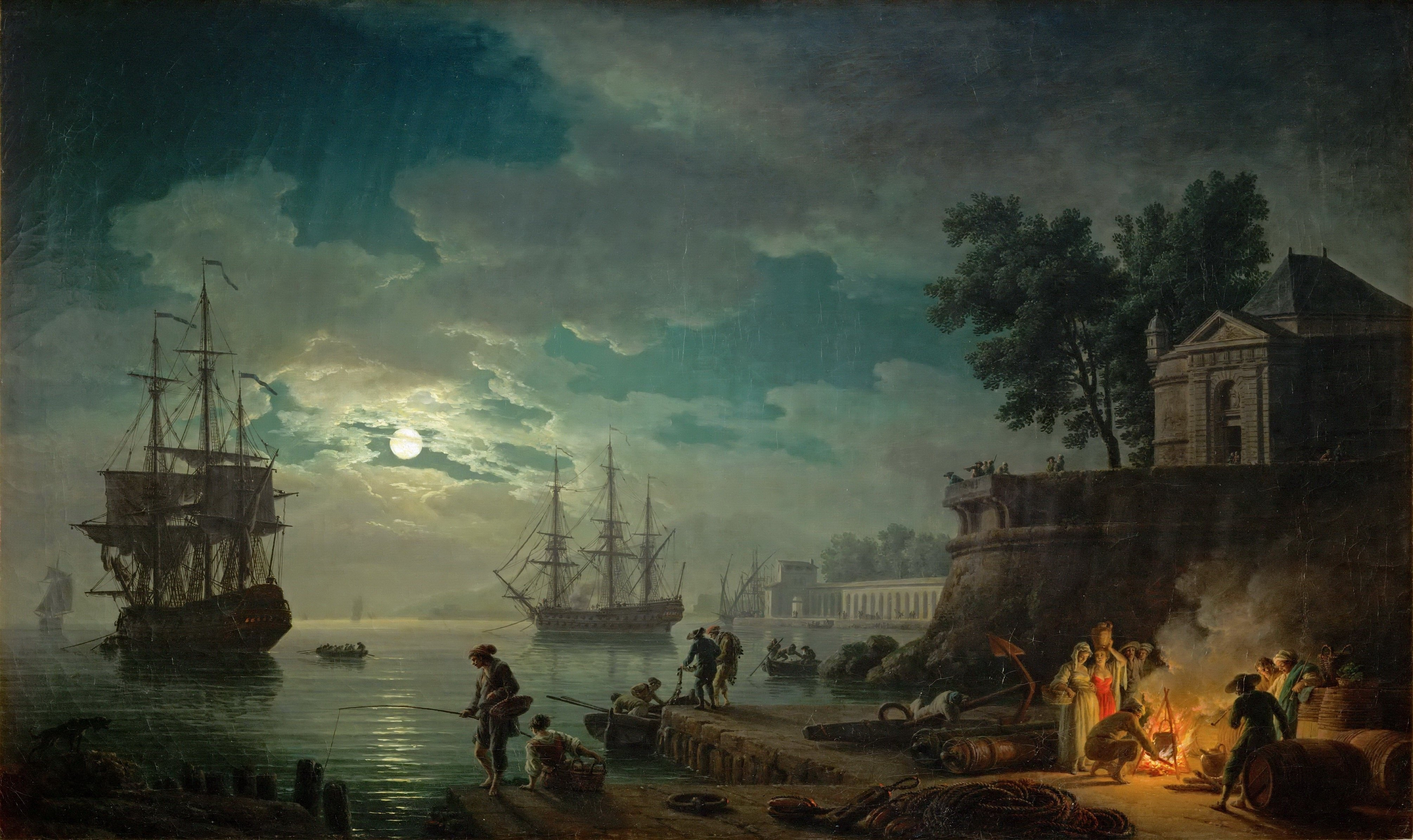
《달빛 아래 항구》, 1771년, 루브르 박물관
《난파선》, 1772년, 내셔널 갤러리 오브 아트
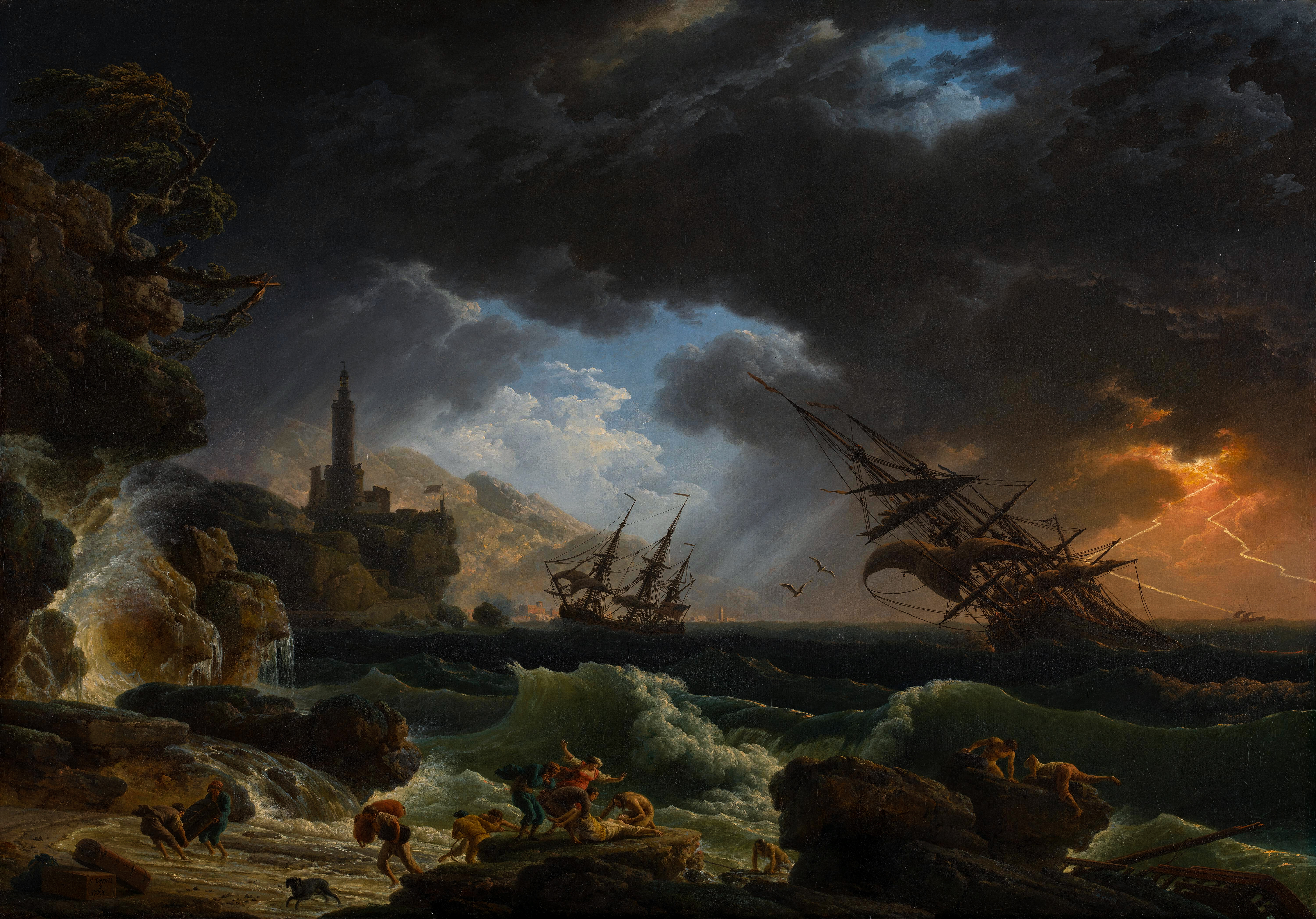
《폭풍우 속의 난파선》, 1773년, 내셔널 갤러리
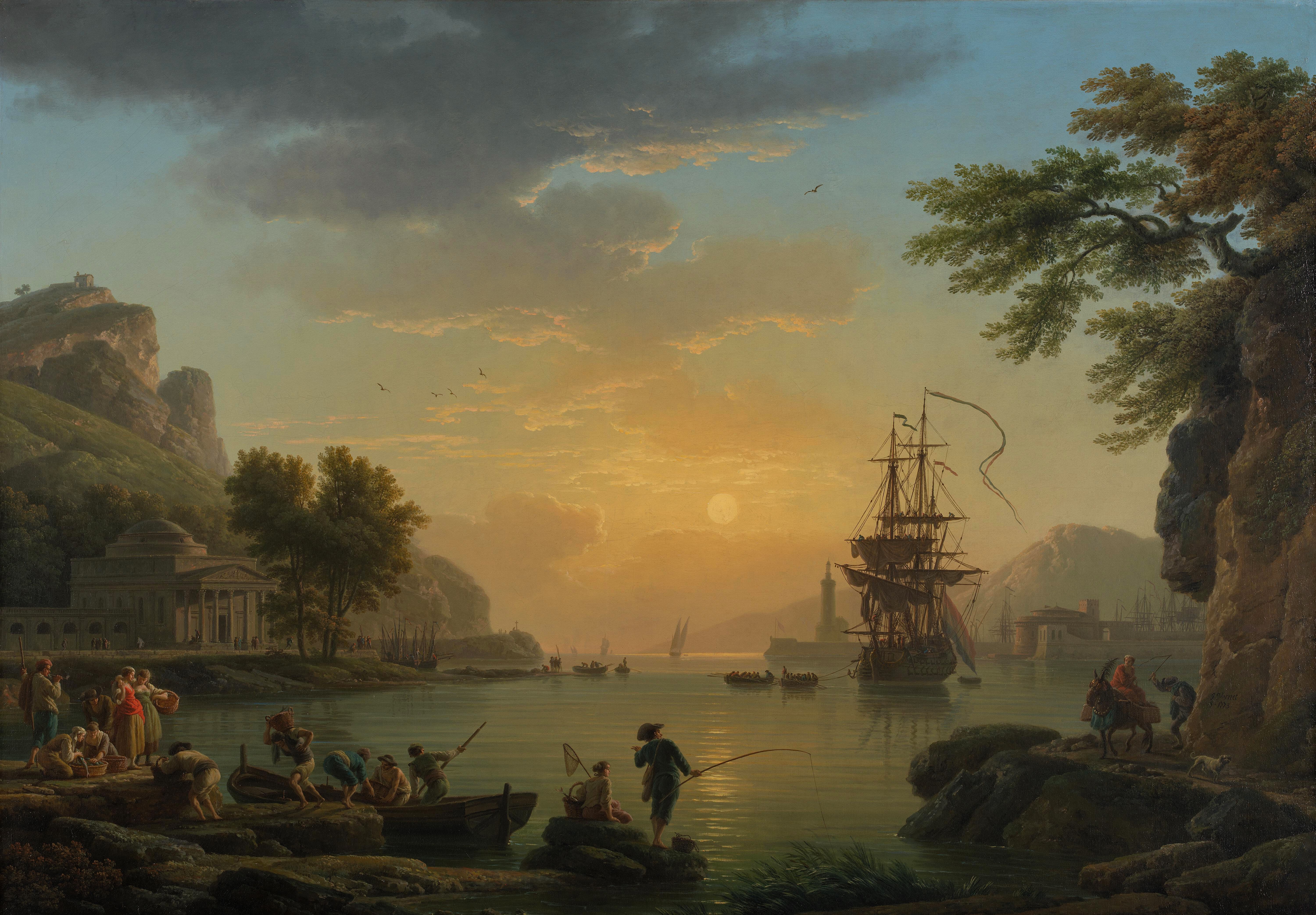
《어부들이 어획물을 가지고 돌아오는 일몰의 풍경(고요함)》, 1773년, 내셔널 갤러리
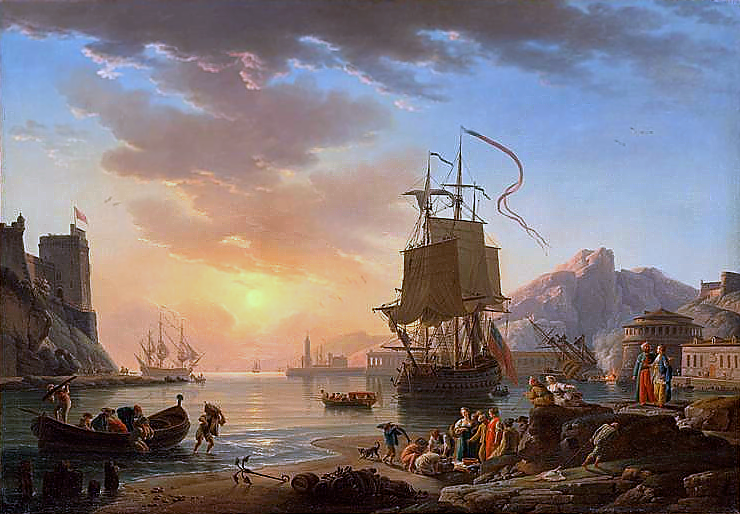
《해양, 일몰》, 1774년, 루브르 박물관
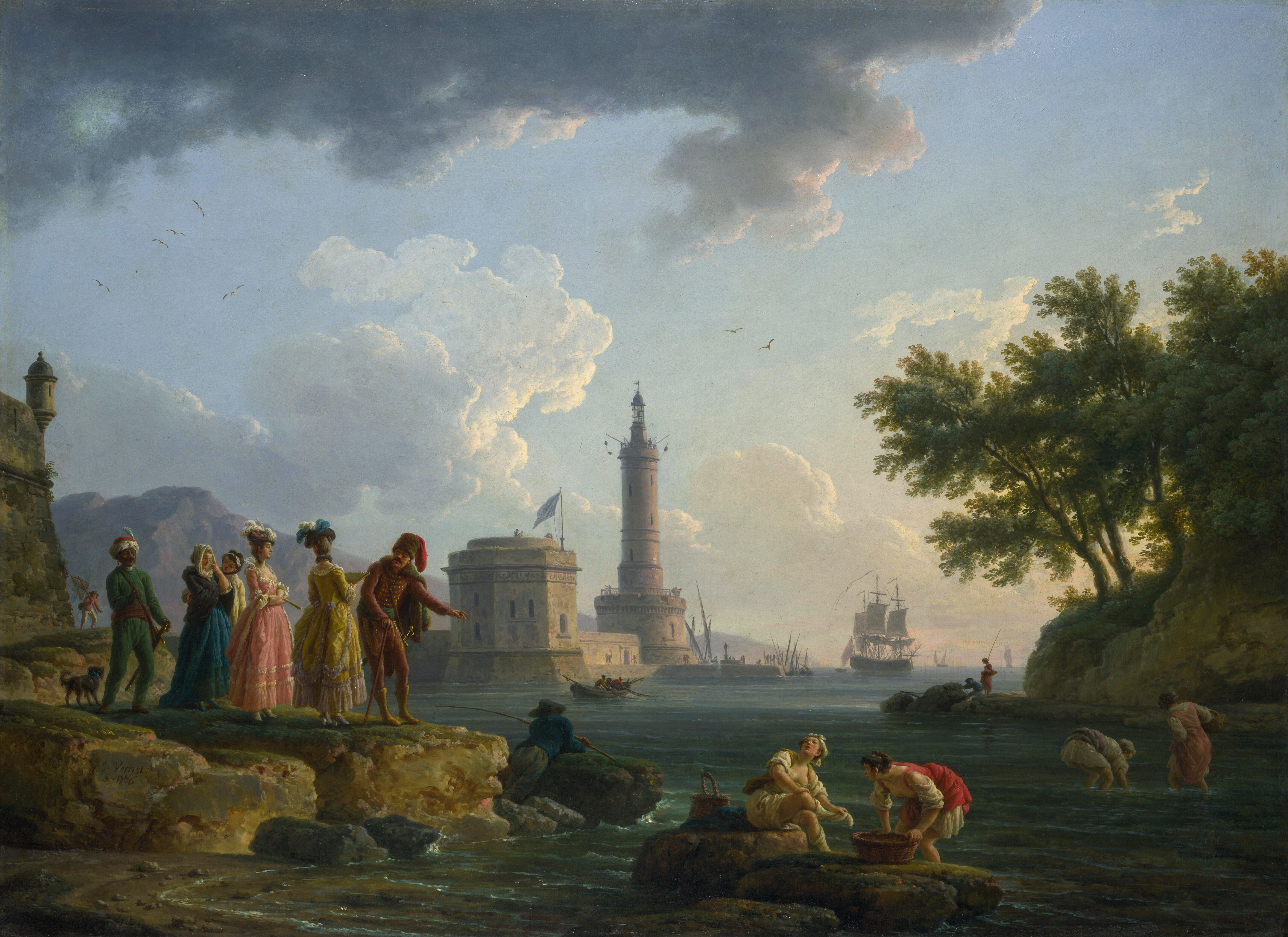
《해안》, 1776년, 내셔널 갤러리

## 문학 작품에서
마리아 비르템베르스카의 소설 《말비나, 또는 마음의 직감》(1816년)에서는 작가가 주석에서 설명한 것처럼 바다 화가였던 베르네의 재능에 걸맞은 견해라고 표현한 대목이 나온다.
베르네의 작품 《폭풍》(Tempête)은 1767년 프랑스 계몽주의 철학자 드니 디드로(1713~1784)의 의뢰로 제작되었으며, 제작비는 600리브르씩 두 번에 걸쳐 지불되었다. 그림에 대한 설명과 금액에 대한 설명은 결론 부분의 주제와 디드로의 에세이 《낡은 옷에 대한 후회(Regrets sur ma vieille robe de chambre); 혹은 재정보다 취향이 더 뛰어난 사람들을 위한 경고》의 주석에 기록되어있다.